# Liste der Monuments historiques in Vézelise
Die Liste der Monuments historiques in Vézelise führt die Monuments historiques in der französischen Gemeinde Vézelise auf.

## Liste der Immobilien
| Bezeichnung                                    | Beschreibung | Standort                                         | Kennzeichnung | Schutzstatus | Datum | Bild           |
| ---------------------------------------------- | --- | ------------------------------------------------ | ------------- | ------------ | ----- | -------------- |
| Hôtel du Baillage                              | aus der zweiten Hälfte des 16. Jahrhunderts; heute Mairie                                                                     | 2 rue des Halles (Lage)                          | PA00106432    | Classé       | 1930  | weitere Bilder |
| Hôtel de Tavagny                               | bezeichnet 1546 | 19 rue Jean-Baptiste Salles (Lage)               | PA00106433    | Inscrit      | 1998  | weitere Bilder |
| Markthalle, Hôtel de Ville und Gerichtsgebäude | Markthalle im Kern aus dem 13. Jahrhundert, um 1600 rekonstruiert; Hôtel de Ville und Gerichtsgebäude aus dem 18. Jahrhundert | Place de l’Hôtel de Ville, rue des Halles (Lage) | PA00106431    | Classé       | 1942  | weitere Bilder |
| Kirche St-Côme-et-St-Damien                    | aus dem 15. Jahrhundert | Place Maréchal Lyautey (Lage)                    | PA00106430    | Classé       | 1907  | weitere Bilder |

## Liste der Objekte
| Bezeichnung                                                                            | Beschreibung                                                                                         | Standort                                  | Kennzeichnung | Schutzstatus | Datum | Bild |
| -------------------------------------------------------------------------------------- | --- | ----------------------------------------- | ------------- | ------------ | ----- | ---- |
| Kirchenbänke                                                                           | Holz, Gusseisen, 1868                                                                                | in der Kirche St-Côme-et-St-Damien (Lage) | PM54001966    | Inscrit      | 2004  |      |
| Skulptur Heiliger Rochus                                                               | Holz, farbig gefasst, Anfang des 18. Jahrhunderts                                                    | in der Kirche St-Côme-et-St-Damien (Lage) | PM54001958    | Inscrit      | 1984  |      |
| Expositionsnische                                                                      | Holz, farbig gefasst und vergoldet, 18. Jahrhundert                                                  | in der Kirche St-Côme-et-St-Damien (Lage) | PM54001962    | Inscrit      | 1997  |      |
| Skulpturengruppe Heilige Kosmas und Damian                                             | Alabaster, Anfang des 16. Jahrhunderts                                                               | in der Kirche St-Côme-et-St-Damien (Lage) | PM54001965    | Inscrit      | 1997  |      |
| Sechs Gemälde Einzug von Herzog René II. in Vézelise                                   | Ölfarbe auf Leinwand, 1896 von Gaston Fâve                                                           | in der Mairie (Lage)                      | PM54001969    | Inscrit      | 1997  |      |
| Skulptur Engel, das Kreuz und die Nägel tragend                                        | Stein, 16. Jahrhundert                                                                               | in der Kirche St-Côme-et-St-Damien (Lage) | PM54001959    | Inscrit      | 1994  |      |
| Uhrwerk (1)                                                                            | 1729 von François Pelletier gebaut                                                                   | in der Kirche St-Côme-et-St-Damien (Lage) | PM54001961    | Inscrit      | 1996  |      |
| Skulptur Engel, auf einem Buch kniend                                                  | Stein, um 1500                                                                                       | in der Kirche St-Côme-et-St-Damien (Lage) | PM54001963    | Inscrit      | 1997  |      |
| Skulptur Engel mit der Martersäule                                                     | Stein, um 1500                                                                                       | in der Kirche St-Côme-et-St-Damien (Lage) | PM54001964    | Inscrit      | 1997  |      |
| Skulptur Heilige Theresa                                                               | mit Sockel; Stein, farbig gefasst, Schmiedeeisen, Kupfer, um 1925, von Henri Charlier                | in der Kirche St-Côme-et-St-Damien (Lage) | PM54001968    | Inscrit      | 2004  |      |
| Skulptur einer Heiligen mit Buch                                                       | Stein, 15. Jahrhundert                                                                               | in der Kirche St-Côme-et-St-Damien (Lage) | PM54001960    | Inscrit      | 1994  |      |
| Zwei Weihwasserbecken                                                                  | Gusseisen, 1868                                                                                      | in der Kirche St-Côme-et-St-Damien (Lage) | PM54001967    | Inscrit      | 2004  |      |
| Uhrwerk (2)                                                                            | 1769 gebaut                                                                                          | in der Markthalle (Lage)                  | PM54001970    | Inscrit      | 1996  |      |
| Gemälde Tod des heiligen Paulus von Theben                                             | Ölfarbe auf Leinwand, vergoldeter Holzrahmen, 1850 von Tony Johannot                                 | in der Kirche St-Côme-et-St-Damien (Lage) | PM54000974    | Classé       | 1984  |      |
| Sieben Kirchenfenster                                                                  | aus dem 16. Jahrhundert                                                                              | in der Kirche St-Côme-et-St-Damien (Lage) | PM54000966    | Classé       | 1908  |      |
| Pietà                                                                                  | Stein, 15. Jahrhundert                                                                               | in der Kirche St-Côme-et-St-Damien (Lage) | PM54000968    | Classé       | 1908  |      |
| Kanzel                                                                                 | Eichenholz, 18. und 19. Jahrhundert                                                                  | in der Kirche St-Côme-et-St-Damien (Lage) | PM54001009    | Classé       | 1984  |      |
| Tablett mit zwei Kännchen                                                              | Silber. um 1800                                                                                      | in der Kirche St-Côme-et-St-Damien (Lage) | PM54001171    | Classé       | 1983  |      |
| Kelch und Patene                                                                       | Silber, vergoldet, um 1800                                                                           | in der Kirche St-Côme-et-St-Damien (Lage) | PM54000973    | Classé       | 1983  |      |
| Orgel                                                                                  | Ensemble aus PM54000975 und PM54000976                                                               | in der Kirche St-Côme-et-St-Damien (Lage) | PM54001325    | Classé       | 1980  |      |
| Orgelprospekt                                                                          | 1772/73 von Georges Küttinger für die Zisterzienserabtei Beaupré gebaut; 1792 nach Vézelise versetzt | in der Kirche St-Côme-et-St-Damien (Lage) | PM54000976    | Classé       | 1980  |      |
| Instrumentalteil der Orgel                                                             | 1772/73 von Georges Küttinger für die Zisterzienserabtei Beaupré gebaut; 1792 nach Vézelise versetzt | in der Kirche St-Côme-et-St-Damien (Lage) | PM54000975    | Classé       | 1980  |      |
| Gemälde Heiliger Josef von Leonessa und heiliger Felix von Cantalice                   | Ölfarbe auf Leinwand, 18. Jahrhundert                                                                | in der Kirche St-Côme-et-St-Damien (Lage) | PM54000978    | Classé       | 1981  |      |
| Skulptur Madonna mit Kind                                                              | Stein, 15. Jahrhundert                                                                               | in der Kirche St-Côme-et-St-Damien (Lage) | PM54000967    | Classé       | 1908  |      |
| Türflügel des Portals                                                                  | Holz, 16. Jahrhundert                                                                                | in der Kirche St-Côme-et-St-Damien (Lage) | PM54000969    | Classé       | 1908  |      |
| Gemälde Heiliger Antonius von Padua                                                    | Ölfarbe auf Leinwand, 18. Jahrhundert                                                                | in der Kirche St-Côme-et-St-Damien (Lage) | PM54000977    | Classé       | 1981  |      |
| Skulptur Heiliger Sebastian                                                            | Stein, farbig gefasst, zweite Hälfte des 15. Jahrhunderts                                            | in der Kirche St-Côme-et-St-Damien (Lage) | PM54000970    | Classé       | 1964  |      |
| Skulptur Heiliger Blasius                                                              | Stein, Anfang des 16. Jahrhunderts                                                                   | in der Kirche St-Côme-et-St-Damien (Lage) | PM54000971    | Classé       | 1965  |      |
| Gemälde Der heilige Karl Borromäus spendet die Eucharistie während der Pest in Mailand | Ölfarbe auf Leinwand, vergoldeter Holzrahmen, 18. Jahrhundert                                        | im Hospiz (Lage)                          | PM54000972    | Classé       | 1982  |      |